# 人民民主黨 (烏克蘭)
人民民主黨（羅馬化：Narodno-Demokratychna Partiya）是烏克蘭的一个中间派政黨，成立于1996年2月24日。于1996年5月30日在司法部注册。

## 歷史
人民民主黨成立於1996年。1998年烏克蘭議會選舉，該黨旋及以5%的得票率拿下烏克蘭議會28席席次。此時的黨魁為烏克蘭總理瓦列里·普斯托沃伊堅科。
2002年議會選舉，該黨屬於為了聯合烏克蘭 聯盟，該聯盟拿下11.77%的得票率，共獲得102席議員席次。
2006年議會選舉，人民民主黨與民主聯盟和烏克蘭民主黨組成「人民民主黨聯盟」，但只贏得0.49%得票率，未能進入議會。瓦列里·普斯托沃伊堅科因敗選結果辭去领袖職務，柳德米拉·蘇普倫接任领袖職務。
2007年議會選舉，該黨所屬的烏克蘭地區資產依然無法進入議會。目前黨魁依然是柳德米拉·蘇普倫。

## 外部連結
- （乌克兰語） 官方網站